# Herotyda
Herotyda là một chi bướm đêm thuộc phân họ Tortricinae của họ Tortricidae.

## Các loài
- Herotyda minuta (Razowski, 1966)